# Старая Соль
Старая Соль (укр. Стара Сіль) — посёлок в Старосамборской городской общине Самборского района Львовской области Украины, находится в предгорьях карпатских гор (Средних Бескидов) на запад от г. Самбора.
Расположен в 6 км от Старого Самбора. Через посёлок проходит шоссейная автодорога Старый Самбор — Нижанковичи.

## История
Со Старой Солью связано уникальное явление в украинской истории: вываривание соли в одном месте в течение трёх тысяч лет. Здесь такое производство началось со времён так называемой культуры фракийского гальштата (последняя четверть II тыс. — первая половина I тыс. до н. э.) и продолжалась до 1853 г.
В V в. н. э. здесь осело славянское племя белых хорватов. Они продолжили соледобычу, в частности, поставляли этот ценный минерал через Карпаты на территорию Моравии и Чехии.
В IX в. Прикарпатье вошло в состав княжества Великая Моравия, а с начала X в. — Чешского государства. Наличие богатых соляных источников непосредственно влияло на историю всего этого края. «Стратегический» продукт стал главной причиной присоединения в 991—992 гг. Владимиром Святославичем этих территорий к Киевской Руси. Для Киева земли Червенской Руси имели значение, прежде всего, как поставщика соли, так как печенеги со временем овладели степью и начали запирать дорогу к черноморским соляным озёрам.
Старая Соль упомянута в купеческом Подорожнике «Списке русьских городов дальних и ближних».
Село Старая Соль официально основано в 1255 г.
Считалось одним из центров солеварения в Галиции, откуда и пошло его название. Грамотой польского короля Ягайло от 20 ноября 1421 г. Старая Соль получила магдебургское право, статус вольного королевского города и была переименована в Зальцборк.
Город занимал третье место на Западной Украине по добыче соли (после Дрогобыча и Калуша), однако с исчерпанием её запасов пришёл в упадок. Хотя Старая Соль вплоть до начала XIX в. в экономическом отношении была крупнейшим городом Старосамборщины.
В XVIII веке в Старой Соли зарегистрировано возникновение еврейского кагала, a в 1765-м жившие здесь евреи построили синагогу (она была разрушена в годы Второй мировой войны).
С 1905-го поблизости была построена железная дорога, соединяющая Самбор с Ужгородом.
В 1772 г. город вошёл в составе Галиции в Австро-Венгерскую империю, с 1921-го — Польши, с 4 декабря 1939-го — в составе Дрогобычской области УССР.
После нападения фашистской Германии на СССР и временной оккупации этого края с 1 августа 1941-го до августа 1944-го — в составе Дистрикта Галиция. Затем Старая Соль относилась к Дрогобычской, а позже Львовской области УССР.
Окрестности посёлка богаты полезными ископаемыми: кроме соли, здесь найдена нефть (на южной окраине посёлка ведётся её добыча).
В Старой Соли имеются ещё 4 источника минеральной воды. Так, в урочище Папрочизна и урочище Верхола — источники минеральной воды типа Трускавецкой «Нафтуси».
Население города составляло:
- 1347 чел. (1880).
- 1170 чел. (1921).
- 2800 чел. (1966).
- 1221 чел. (2001).

## Архитектурные памятники

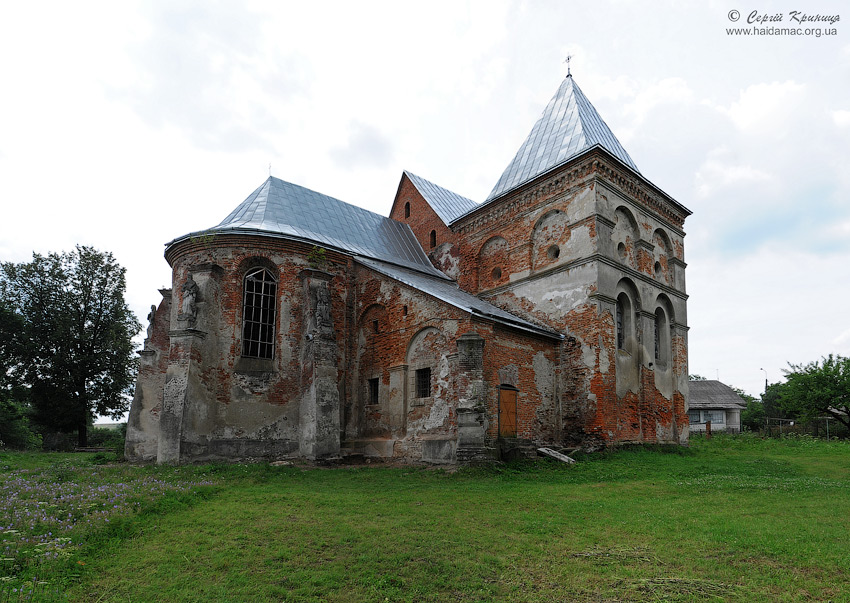
Костёл Архистратига Михаила

- Деревянная церковь Воскресения Господнего 1460 г.,
- Костёл Архистратига Михаила, история построения которого берёт начало с XIV в. Нынешний костёл датируется 1660 г., в нём сохранились более ранние элементы декора.
- Часовня св. Анны. Существует версия о строительстве часовни польским королём Казимиром III Великим и она, таким образом, может считаться одним из самых старых латинских сакральных сооружений Галичины.
- Православная деревянная церковь Параскевы Пятницы 1440 г.
- Храм св. Ильи 1810 г.

Ранее Зальцборк окружали крепостные стены с 8 башнями, которые, до нашего времени не сохранились.
На центральной площади местечка раньше была сооружена старосольская ратуша, от которой также не осталось и следа.

## Памятники
Памятник погибшим в борьбе с гитлеровцами и от рук украинских буржуазных националистов

## Известные уроженцы
- Гурецкий, Роман (1889—1946) — польский государственный, общественный и военный деятель.